# Самсонов, Лев Михайлович
Лев Миха́йлович Самсо́нов (род. 1931, Ленинград) — советский и российский инженер-приборостроитель, специалист в области динамических испытаний специальных приборных устройств; профессор, доктор технических наук, заслуженный деятель науки и техники РСФСР.

## Биография
С 1955 года, окончив МГТУ им. Н. Э. Баумана, работал начальником технологического и конструкторского бюро Владимирского производственного объединения «Точмаш».
С сентября 1963 года преподаёт во Владимирском филиале Московского института электронного машиностроения (ныне — Владимирский государственный университет): доцент, заведующий кафедрой «Приборы точной механики» (1969—1973), проректор по научной работе (1988—1991), профессор кафедры «Приборостроение и информационно-измерительные технологии».

## Научная деятельность
В 1962 г. в МГТУ им. Н. Э. Баумана защитил кандидатскую, в 1984 — докторскую диссертацию.
Л. М. Самсонов внес большой вклад в становление и развитие Владимирского политехнического института, организацию и совершенствование научного и учебного процессов. Им подготовлены курсы лекций и учебно-методические пособия по основным дисциплинам приборостроительной специальности, в том числе по новым вопросам специальной техники.
Он зарекомендовал себя крупным ученым в области динамических испытаний приборных устройств. Им разработаны научные основы воспроизведения широкого спектра перегрузок, действующих на приборные устройства при сложном движении управляемых и неуправляемых летательных аппаратов. Под его руководством и непосредственном участии созданы и внедрены новые методы и средства, позволяющие воспроизводить на стендах пространственный комплекс механических нагрузок, соответствующих реальным условиям эксплуатации. Решение этой проблемы позволило ускорить создание новых видов специальной техники, повысить их надёжность, сократить объём натурных испытаний и получить значительный экономический эффект.
Результаты исследований были внедрены на предприятиях бывших министерства машиностроения и министерства оборонной промышленности. Они использовались в научных исследованиях и учебном процессе Владимирского государственного технического университета, а также в МГТУ им. Н. Э. Баумана, Балтийского государственного университета, Пензенского государственного университета и других вузов.
Научные работы Л. М. Самсонова известны широкому кругу специалистов. Под его научным руководством и непосредственном участии выполнен комплекс хоздоговорных научно-исследовательских тем, 18 из которых, проводились по Постановлениям Правительства. Ему принадлежит более 190 научных трудов, в числе которых монография «Ротационные методы испытаний приборных устройств» и 65 изобретений. Результаты научных исследований ученого включены в справочные материалы по проектированию испытательных стендов. Л. М. Самсонов создал научную школу по испытанию приборных устройств, на базе которой регулярно проводятся российские и международные конференции с участием ведущих вузов страны и представителей промышленности. Им подготовлены 16 кандидатов технических наук, работающих как в высшей школе, так и на производстве.
Под его научным руководством в институте выполнена первая хоздоговорная тема, созданы первые советы по защите кандидатских и докторских диссертаций, защищена первая кандидатская диссертация.
Избран академиком Российской академии ракетных и артиллерийских наук и Петровской академии наук и искусств.

## Награды
- медали:
  - «За доблестный труд. В ознаменование 100-летия со дня рождения В. И. Ленина»[1]
  - «Ветеран труда»[1]
  - «В память 300-летия Санкт-Петербурга»
- медаль ордена «За заслуги перед Отечеством» 2-й степени
- три медали ВДНХ[1].